# Be Good
Albums de Gregory Porter
Water
(2010) Liquid Spirit
(2013)
Be Good est le titre du deuxième album du chanteur américain Gregory Porter. Il est sorti le 13 février 2012 sous le label Motéma Music aux États-Unis. En France, Be Good est sorti le 20 mars 2012. Sur cet album, on retrouve quatre musiciens qui avaient déjà accompagné Gregory Porter pour Water, son premier album. Il s'agit d'un quartet composé de Chip Crawford, Emanuel Harrold, Aaron James et Yosuke Sato. Par ailleurs, ce deuxième album n'est pas produit par Kamau Kenyatta mais par Brian Bacchus, qui a déjà signé des projets avec Randy Weston ou Lizz Wright. Néanmoins, Kamau Kenyatta n'est pas absent de l'album.
Grâce à Be Good, Gregory Porter se fait davantage connaître aux États-Unis, en France et en Angleterre. Cet album lui permet également de participer à des festivals de plus en plus prestigieux. Le succès critique de Be Good offre à Gregory Porter la possibilité d'élargir un peu plus son public. Toutefois, il faut attendre son album suivant, intitulé Liquid Spirit, pour que Gregory Porter rencontre un véritable succès public.

## Composition
Cet album a été enregistré entre le 20 juin et le 22 juin 2011. Comme dans Water, quelques titres de l'album parlent d'histoires d'amours. C'est le cas de Real Good Hands, When Did You Learn? et Our Love. Dans ces histoires, Gregory Porter cherche à partager son expérience personnelle : « Mon ambition, dit-il, est de véhiculer un message autour de mes propres sentiments sur l'amour, les valeurs familiales, nos joies et nos peines d'être humain. » Ce partage se fait donc à travers des compositions originales, mais aussi à travers le jazz. Dans On My Way to Harlem, Gregory Porter chante un hymne à la musique jazz. En Californie, Gregory Porter a en effet grandi en écoutant cette musique. Duke Ellington, Langston Hughes et Marvin Gaye sont d'ailleurs évoqués dans la chanson. Gregory Porter y parle également de Harlem, un quartier new-yorkais lié à l'histoire du jazz. Le chanteur déclare qu'il est né dans ce quartier. En réalité, Gregory Porter veut dire qu'il a été élevé par la musique de Harlem. L'album Be Good montre alors que Gregory Porter aime le jazz. Dans plusieurs interviews, le chanteur indique d'ailleurs que la musique de Nat King Cole a eu une influence majeure sur cet album,.
Mais Be Good n'a pas été entièrement écrit par Gregory Porter. On trouve en effet trois reprises dans cet album : Imitation of Life, Work Song et God Bless the Child. Pour Gregory Porter, ces reprises ne sont pas de simples hommages. Le chanteur cherche en effet à rendre compte de la profondeur du titre qu'il interprète : « Il faut aller chercher cette vérité, dit-il. Quand je chante Work Song, je dois être cet ouvrier qui travaille à la chaîne. » Pour Gregory Porter, il est donc important de trouver une vérité dans chaque chansons, ou plutôt, de « retrouver [une] authenticité » comme il le déclare au journaliste Olivier Nuc.

## Accueil
Be Good confirme le succès de Gregory Porter dans le milieu du jazz aux États-Unis. En Europe, et notamment en France, cet album fait véritablement connaître Gregory Porter, surtout à travers les festivals. De toutes parts, les critiques semblent dithyrambiques. La radio américaine NPR prend Gregory Porter en affection. Pour le premier album du chanteur, Patrick Jarenwattananon comparait déjà Gregory Porter au talent de chanteurs comme Sam Cooke et Donny Hathaway. À la sortie du deuxième album de Gregory Porter, NPR classe la chanson Be Good (Lion's Song) parmi les 100 meilleures chansons de 2012. Le journal américain The Huffington Post, quant à lui, considère que « Be Good […] confirme l'émergence d'un compositeur talentueux ». En France, Dominique Queillé de Libération qualifie Gregory Porter de « baryton rageur ». Dans Le Figaro, Olivier Nuc découvre Gregory Porter et évoque « un timbre exceptionnel, hérité de la tradition gospel ». Par ailleurs, Gregory Porter commence à être connu en Allemagne, comme le prouve un article du Spiegel qui couvre la sortie de Be Good.
Les amateurs de jazz américains accueillent très favorablement le nouvel album de Gregory Porter. En effet, Be Good atteint la sixième place du Billboard Top Jazz Albums. En France, le site Charts in France indique que l'album s'est hissé à la 144e place du Top Albums France pendant une semaine.

## Promotion
Gregory Porter se produit dans des festivals connus internationalement. En effet, le chanteur intervient au Festival international de jazz de Montréal (Canada) le 28 juin 2012, à Jazz à Vienne (France) le 2 juillet 2012 et au Nice Jazz Festival (France) le 9 juillet 2012. La même année, Gregory Porter chante également dans deux salles de spectacles parisiennes très connues : à La Cigale le 2 juin et à l'Olympia le 19 juillet,. En décembre 2011, il interprète Be Good (Lion's Song) dans l'émission anglaise Carole King & Friends at Christmas. Enfin, toujours en Angleterre, Gregory Porter promeut encore son album dans des clubs de jazz, comme le PizzaExpress Jazz Club.

## Liste des pistes
| 1.      | Painted on Canvas        | Gregory Porter                     | 4:44 |
| 2.      | Be Good (Lion's Song)    | Gregory Porter                     | 6:24 |
| 3.      | On My Way to Harlem      | Gregory Porter                     | 7:42 |
| 4.      | Real Good Hands          | Gregory Porter                     | 4:48 |
| 5.      | The Way You Want to Live | Gregory Porter                     | 4:25 |
| 6.      | When Did You Learn?      | Gregory Porter                     | 4:20 |
| 7.      | Imitation of Life        | Sammy Fain, Paul Francis Webster   | 3:10 |
| 8.      | Mother's Song            | Gregory Porter                     | 6:58 |
| 9.      | Our Love                 | Gregory Porter                     | 3:31 |
| 10.     | Bling Bling              | Gregory Porter                     | 5:59 |
| 11.     | Work Song                | Nat Adderley, Oscar Brown          | 6:30 |
| 12.     | God Bless the Child      | Arthur Herzog, Jr., Billie Holiday | 3:35 |
| 1:02:02 |                          |                                    |      |

## Crédits album

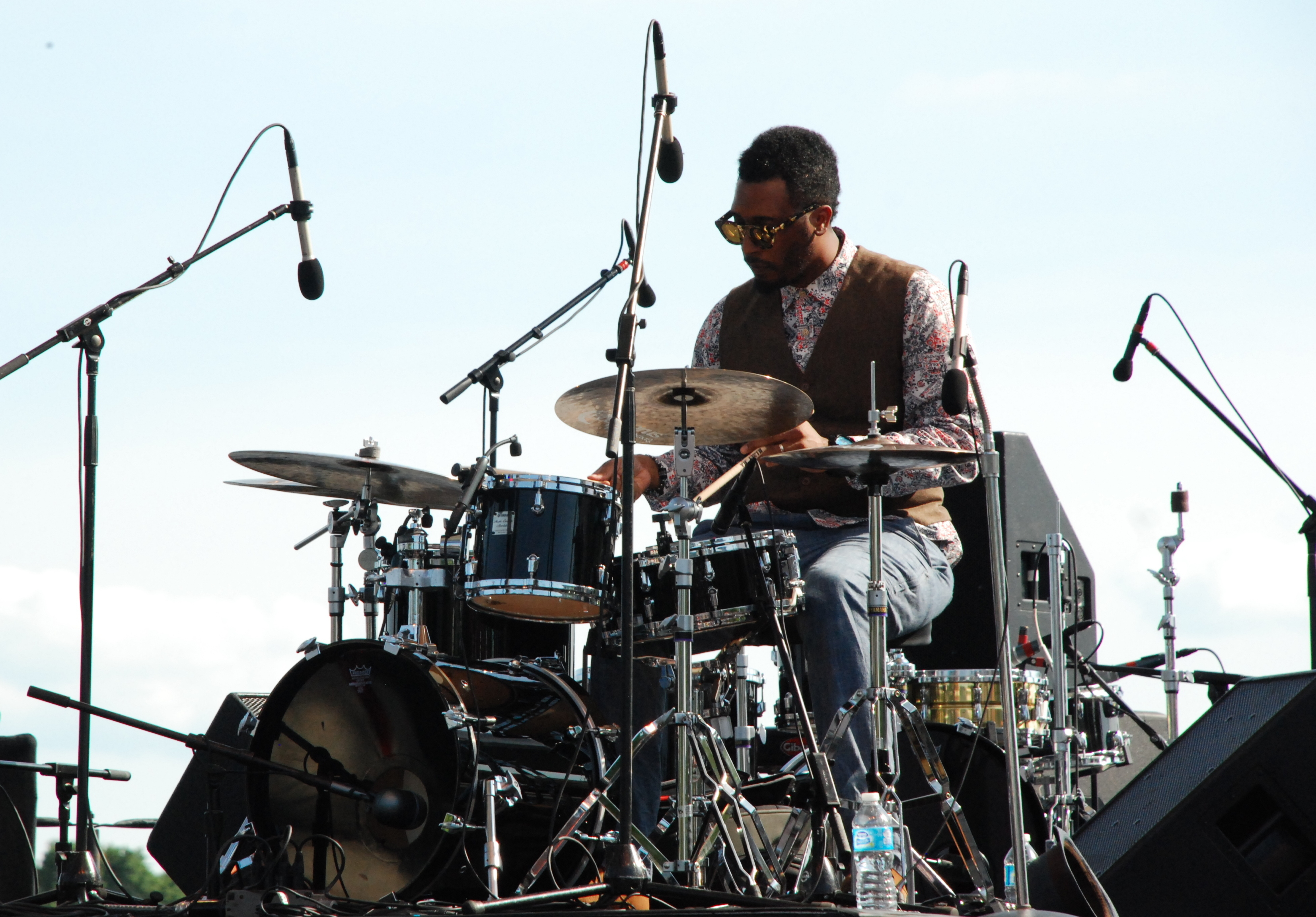
Emanuel Harrold, batteur et membre du quartet de Gregory Porter.

| - Gregory Porter - voix principale - Chip Crawford - piano - Emanuel Harrold - percussions - Keyon Harrold - trompette, bugle - Aaron James - contrebasse - Kamau Kenyatta - saxophone soprano, arrangeur sur les cuivres - Tivon Pennicott - saxophone ténor - Yosuke Sato - saxophone alto - Brian Bacchus - producteur - Liberty Ellman - mixage - Mike Marciano - ingénieur du son | - Rebecca Meek - direction artistique - Vincent Soyez - photographie - Nat Adderley - Oscar Brown - Sammy Fain - Arthur Herzog, Jr. - Billie Holiday - Gregory Porter - Paul Francis Webster |

## Classements de l'album
| Pays                                 | Classement |
| ------------------------------------ | ---------- |
| États-Unis Billboard Top Jazz Albums | 6          |
| Pays-Bas MegaCharts                  | 10         |
| France Top Albums France             | 144        |
| Belgique Ultratop                    | 149        |